# Devil Beside You
Devil Beside You (en español, Diablo a tu lado) es una drama taiwanés en 14 episodios, creada por Akuma Soro, después de un shojo manga japonés Mitsuba Takanashi, producido por Danny Pang y lanzado en 2005 en CFV.

## Argumento
La historia comienza con Qi Yue, quien planea confesarse al capitán de equipo de Baloncesto, Sang Yuan Yi. Ella escribe una carta de amor, y tiene planeado entregársela a él. Cuando está en proceso de entregarle la carta, él le pasa por el lado sin darse cuenta de dicha carta. Qi Yue, mantenía su cabeza abajo, por lo que no lo vio. Y ella le entrega su carta a la persona equivocada, Ah Meng, el "demonio" de la escuela, y menor que ella, puesto que él es de primer año. Ella está tan sorprendida de ver a Jiang Meng (su verdadero nombre), que frente a él se le cae la carta y está sale corriendo. Ah Meng, recoge la carta.
Ah Meng, se divierte con todo el asunto y decide pasar un buen rato con Qi Yue. Amenaza a Qi Yue con imprimir mil copias de su carta de amor y dejar saber a toda la escuela que ella está enamorada de Sang Yuan Yi, si no acepta en convertirse en su "esclava". Qi Yue, acepta de mala manera serlo. Ella al no soportar tanto acoso, y problemas decide confesar su "amor" a Yuan Yi. De esta manera Ah Meng no tendría con qué molestarla ni chantajearla. Aun teniendo miedo, Qi Yue, se confiesa y para su sorpresa Yuan Yi le contesta que también a él le gusta, y comienzan a salir.
Mientras Qi Yue cree que todo el calvario con Ah Meng terminó, recibe otra noticia; su madre se comprometió con el presidente de su escuela, y que a su vez es el padre de Ah Meng, lo que significa que Ah Meng se convertirá en su "hermano". Mientras caminaba junto Yuan Yi, ella observa en el tablón de anuncios de su escuela, su carta de amor por lo que enfurecida va a buscar a Ah Meng y le da un bofetada y lo insulta, más tarde se entera de que él no había sido el culpable si no Xin Lin Xiang, una niña de primer año enamorada de Ah Meng. Luego de darse cuenta ella va donde Ah Meng y le pide una disculpa por su reacción, y le dice a él que la golpeé para así ella sentirse mejor, él acepta pero en su lugar le da un beso y en ese momento Yuan Yi los ve y se enfrenta a su relación. Ah Meng le grita a Yuan Yi que quiere a Qi Yue y que ella será suya. Yuan Yi, huye con ira. Qi Yue mira a Ah Meng y comienza a llorar, y se aleja. Ah Meng se siente culpable por lo que hizo.
Yuan Yi, le pide disculpas a Qi Yue por no creer en ella y duda, y regresan a su relación invitándola a salir a un concierto de rock, ella acepta. En esta cita se vuelven a encontrar a Ah Meng, de nuevo. Qi Yue y Ah Meng vuelven a discutir porque mal entendió otra situación y cada uno se va. 
Después de la fecha, Qi Yue fue a su casa. Después de ella tomó su baño, se desmayó y fue salvada por el padre de Ah Meng. Él la lleva a su casa para cuidar de ella mientras su mamá estaba de viaje. Ah Meng y Qi Yue deciden reunirse de nuevo en su casa. Ella sabe de Yuan Yi que ha entendido mal Ah Meng de nuevo. Al ver Ah Meng que se había lesionado la mano, se ofrece a limpiar las heridas para él. Sentado en la cama Ah Meng y de aplicarse el medicamento en su mano, ella se da cuenta de que Ah Meng la está mirando intensamente y esto hace que su corazón latiera. Qi Yue se despierta y se encuentra durmiendo en la cama de Ah Meng. Al parecer, ambos habían quedado dormidos y el padre de Ah Meng se la llevó a su cama.
Qi Yue finalmente se da cuenta de que la persona que le gusta es Ah Meng. Ella le dice a Yuan Yi la verdad y se aleja. Por la noche, ella se sienta sola en el patio, gritando en voz baja a sí misma por herir a Yuan Yi. Ah Meng la encuentra y la conforta. Ella toma un paseo en bicicleta con Ah Meng. Tuvieron un pequeño accidente y ambos cayeron en el camino, sanos y salvos. Qi Yue le pide a Ah Meng por qué siempre es tan peligroso para estar con él. Ah Meng le contesta que él no puede detener los peligros, pero él la va a proteger. Ah Meng besa a Qi Yue apasionadamente en la carretera.
Debido a su relación como hermanastros futuros, mantienen su relación romántica en la oscuridad. A excepción de algunos amigos cercanos de Ah Meng y Qi Yue, no se sabe de su relación.
Ah Meng su amigo, Yang Ping, quien está enamorado de Li Xiang, está contento de ver Ah Meng y a Qi Yue y juntos. Quiere deshacerse de Qi Yue para que Ah Meng puede estar con Li Xiang. En la azotea de la escuela, el embosca a Qi Yue para matarla. Li Xiang dice vacilante a Ah Meng del plan de Yang Ping y Ah Meng se apresura a rescatar a Qi Yue. Él golpea a Yang Ping y trae a Qi Yue a casa. En casa, Qi Yue confiesa su afición a Ah Meng y él la abraza, diciendo que él es feliz de saber que a ella le gusta.
Un buen día, un chico dulce de aspecto viene a Qi Yue y confiesa su gusto por ella. Esta crisis Qi Yue y la clase entera como él irrumpe en su clase y le dice que le gusta y quiere que ella para transmitir un mensaje a su novio que quiere Qi Yue para sí mismo. Su nombre es Ah Rang.
Yuan Yi casualmente menciona que esto Ah Meng y tormentas él apartes con ira. Por la noche, le dice a Qi Yue que nadie es más seguro de lo que está en su gusto y ella le pertenece a él solo. Qi Yue sonríe a su posesión.
Qi Yue va a la Escuela Da Zhi Mayor a buscar Ah Rang y se da cuenta de que él es el hermano menor de Ah Meng. Yuan Meng Yi dice Ah acerca de esto y tormentas Ah Meng a buscar a Qi Yue. Al ver Ah Rang y Qi Yue, se tropieza Ah Rang y le hace caer al suelo. Ah Meng Qi Yue agarra el brazo y se va. Él no quiere hablar de su hermano en absoluto. Ah Rang es en realidad inofensivo, y su única intención es llamar la atención Ah Meng. Él anhela afecto de su hermano. Mientras discutía con Ah Meng, Ah Rang sufre un ataque de asma y Ah Meng le acomete al hospital. Ambos hermanos parche para arriba. Ah Meng dijo que el Qi Yue se desmayó en el hospital. Ah Meng corre hacia ella. En su casa, Ah Meng Qi Yue reprimendas por ser un entrometido y agotador sí misma, lo cual es la causa de su fatiga. Él está preocupado por ella, lo que hace que Qi Yue feliz. Ah Meng relación con Ah Rang es mejor así que cuando llega Ah Rang intimidado, Ah Meng viene a su rescate. Ah Meng amenaza a los matones y huyen desde Ah Meng trajo a su grupo de amigos, por lo que los agresores fueron superados en número. Más tarde, los matones venir en pos Ah Ah Meng Rang pero tiene a todos en Ah Rang sin conocimiento del usuario. Ah Meng los derrota a todos con facilidad, pero luego utilizar un coche para golpear Ah Meng. Esto provoca Ah Meng se lastime y que afecta a sus habilidades de baloncesto en la cancha.
Abuela Ah Meng Meng Ah sospecha que Qi Yue y están viendo. Ella planea matchmake Ah Meng con una muchacha rica, Mei Di, que Qi Yue se siente triste e incierto. Al mismo tiempo, vuelve a aparecer el primero Qi Yue amor como su profesor de escuela (Ah Sen). Esto provoca Ah Meng ser celoso y se siente inseguro. Ah Meng rechaza Mei Di y dejó que deseen Qi Yue y él la felicidad. Del mismo modo, Qi Yue dice Ah Sen que le gusta Ah Meng y vuelve a su novia.
A raíz de esta aventura, Ah Meng Qi Yue y tomar ventaja de sus padres de viaje de la ciudad para viajar a ver la tumba de padre Qi Yue es. Ellos quedan atrapados en una tormenta de lluvia y descubre que el tren no se está ejecutando. Ah Meng obtiene una habitación de hotel, pero Qi Yue no puede soportar la tensión y hace que el viaje de vuelta a casa para encontrar a su madre la estaba esperando. Ella finalmente le confiesa que ella y Meng Ah son una pareja. Dado que esto va a ser un problema para la familia, su madre decide que van a tener que salir de la casa. Sin embargo, cuando ella se desmaya, se enteran de que está embarazada. Aunque no es correcto, deciden que van a apoyar Ah Meng Qi Yue y relación, y continuar su propia cuenta.
Aunque las cosas parecen ir bien otra vez, mamá Ah Meng regresa y quiere Ah Meng ir a Italia con ella para continuar sus estudios. Cuando Ah Meng finalmente accede a ir con ella, Qi Yue tiene el corazón roto. En el parque, Ah Meng Qi Yue le dice que ella puede continuar hasta la fecha otras personas mientras él está ausente, pero él siempre le va a gustar ella solamente. Se abrazan. Juntos, decidieron que era hora de tener su "primera vez (sexo)" juntos. Ellos asisten a la boda de sus padres unos días después. Ah Meng Qi Yue dice que sin duda volveremos a ella. Y ella decide esperarlo.
Más tarde ese mismo año, en Navidad, Qi Yue va a conseguir un papel para el árbol de Navidad que Ah Meng le dio el año anterior. Mientras que ella está fuera, ella agarró la calle y con los ojos vendados, tirado en el maletero de un automóvil y llevado a otro lugar. Es una broma, orquestada por los amigos Ah Meng. Cuando se quita la venda de los ojos, Ah Meng está de pie delante de ella. Él le dice a Qi Yue que está de vuelta y se besan.

## Reparto
- Rainie Yang es Qi Yue.
- Mike He es Jiang Meng.
- Kingone Wang es Sang Yuan Yi.
- Tsai Pei Lin es Qing Zi.
- Ivy Fan es Xin Li Xiang.
- He Du Lin es Jiang You Hui.
- Ge Wei Ru es Huang Xue Wei.
- Masuyama Yuki es Yu Yang Ping.
- Yuan Jun Hao es Guo Kai.
- Figaro Ceng Shao Zong es Yuan Chuan Rang.
- Katherine Wang es Liu Mei Di.
- Fu Xiao Yun es Xiao Cai.
- Wu Zhong Tian es Tian Si Shen.
- Wang Jian Min es Chui Ming.
- Tang Qi es Nonna Jiang.
- Meng Ting Li es Yuan Mei Jin.
- Janel Tsai es Chuang Ya Lin.

- Datos: Q15023125